# Larinia obtusa
Larinia obtusa är en spindelart som först beskrevs av Manfred Grasshoff 1971.  Larinia obtusa ingår i släktet Larinia, och familjen hjulspindlar.
Artens utbredningsområde är Kongo. Inga underarter finns listade.